# Хван Ён Джо
Хван Ён Джо (кор. 황영조?, 黃永祚?; 22 марта 1970 Самчхок, Канвондо, Республика Корея) — южнокорейский бегун на длинные дистанции, который специализировался в марафоне. Олимпийский чемпион 1992 года и победитель Азиатских игр 1994 года в марафонском беге.
Победный марафон на Олимпиаде в Барселоне был четвёртым в его карьере.

## Достижения
- Победитель Универсиады 1991 года — 2:12.40
- 4-е место на Бостонском марафоне 1994 года — 2:08.09